# Erwtentopbladroller
De Erwtentopbladroller (Cnephasia communana) is een nachtvlinder uit de familie bladrollers, de Tortricidae.
De spanwijdte van de vlinder bedraagt tussen de 18 en 22 millimeter.

## Waardplanten
De Erwtentopbladroller gebruikt allerlei lage kruidachtige planten als waardplant, zoals ganzenbloem, rolklaver, tuinboon, weegbree en zuring. De jonge rups overwintert in een gesponnen cocon. De rupsen uit het eerste stadium gedragen zich als bladmineerders.

## Voorkomen in Nederland en België
De Erwtentopbladroller is in Nederland en in België een schaarse soort. De soort kent één generatie die vliegt van halverwege mei tot halverwege juli.